# The Chieftains Live!
The Chieftains Live! es el primer álbum en directo de The Chieftains grabado en dos escenarios distintos pero que finalmente solo se utilizó lo grabado en el Massey Hall en Toronto

## Listado de canciones
1. Morning Dew  - 3:33 Moloney
2. George Brabazon - 2:57 OCarolan
3. Kerry Slides - 3:54 Moloney
4. Carrickfergus - 3:50 Connaught, Tradicional
5. Carolan's Concerto - 3:10 Traditional
6. The Fox Hunt - 4:43 Tradicional
7. Round the House and Mind the Dresser - 2:55
8. Caitlin Triall - 13:52
9. For the Sakes of Old Decency
10. Carolan's Farewell to Music
11. Banish Misfortune/Gillian's Apples Moloney
12. Tarboulton
13. Pinch of Snuff
14. Star of Munster
15. The Flogging Reel
16. Limerick's Lamentation - 3:55
17. O'Neill's March - 3:40
18. Ril Mhór - 3:25